# ضيائية حيوية

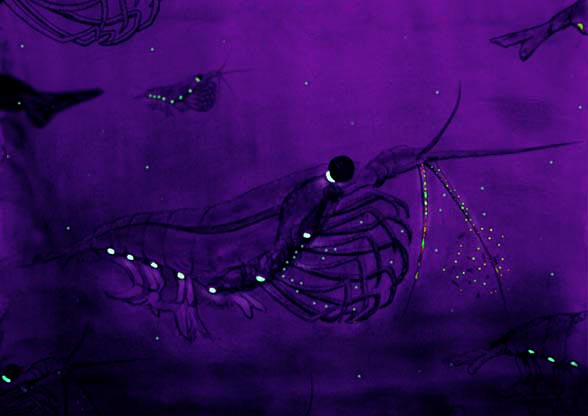
نوع من قريدس ذو ضوء بارد

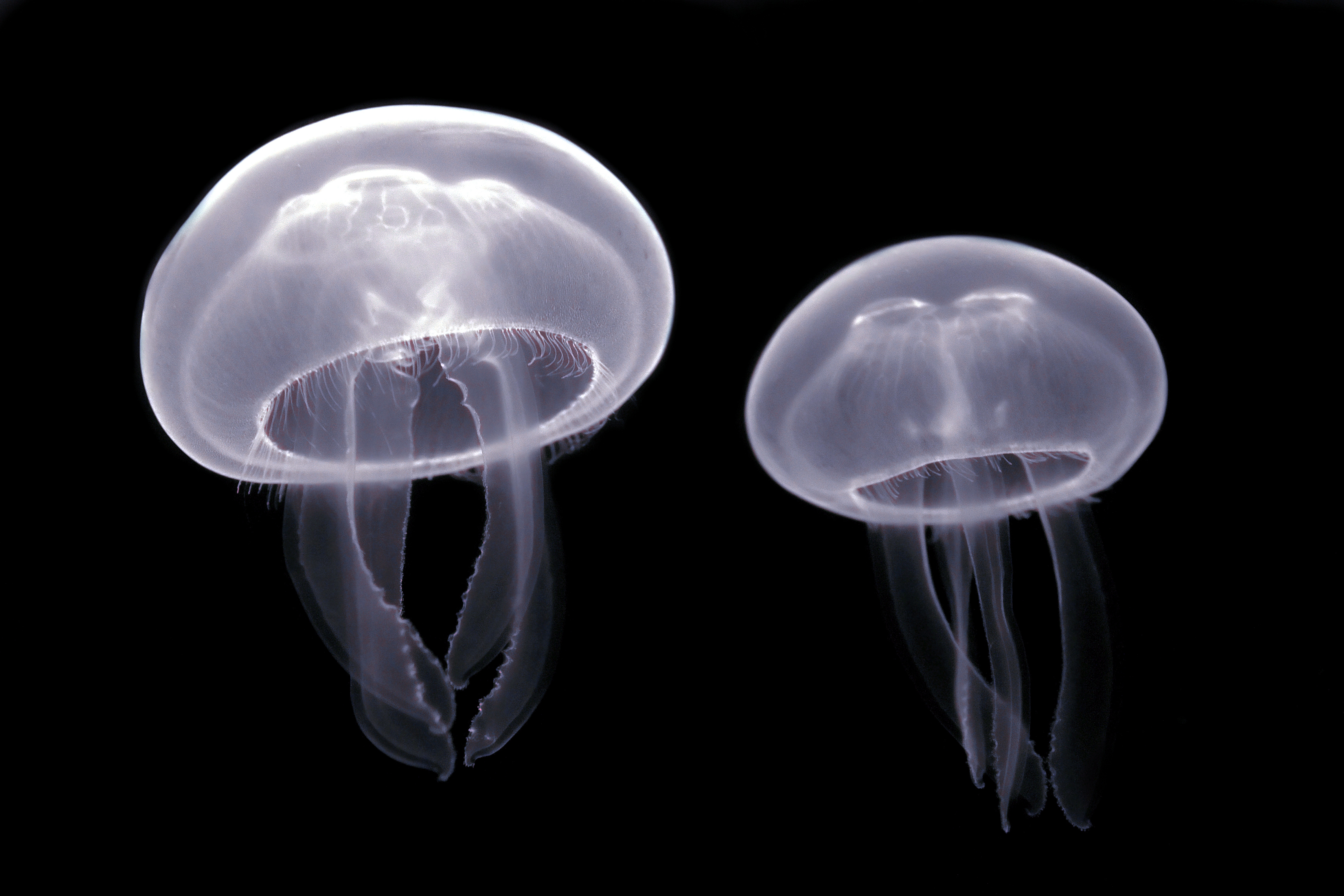
قنديل البحر

الضيائية الحيوية أو الإضاءة الأحيائية أو الإضاءة الحيوية أو تألق حيوي هو نوع من الضيائية، وهو إنتاج وإصدار كائن حي ما للضوء نتيجة لتفاعل كيميائي. ينتج من تحويل الطاقة الكيميائية إلى طاقة ضوئية حيث تتحول مادة اللوسيفرين بعد اتحادها مع الأكسجين لتكون مادة الأوكسي لوسفرين المضيئة، يقوم بهذا التفاعل إنزيم اللوسيفراز الذي يرتبط بمصدر الطاقة في الخلايا الحية (ثلاثي فوسفات الأدينوسين) ويظل مرتبطاً بها حتى تأتي إشارة من الخلايا المتخصصة لإصدار الضوء الحيوي فينفصل الإنزيم عن أدينوسين ثلاثي الفوسفات أو مصدر الطاقة ليقوم الإنزيم بتحفيز تحول مادة اللوسفرين للاتحاد بالأكسجين وتتأكسد لتكوين المادة المضيئة (الاوكسي لو سفرين). هي ظاهرة واسعة الانتشار في جميع المستويات البيولوجية: البكتيريا، الفطريات، الطلائعيات، الديدان، والرخويات، القشريات، الرأسقدميات، شوكيات الجلد، والحشرات، والأسماك.
في بعض الحيوانات، يكون الضوء جرثومي المصدر، وتنتجه كائنات تكافلية مثل بكتيريا الضمة؛ في حالات أخرى، يكون الضوء ذاتي المصدر، تنتجه الحيوانات بأنفسها. بشكل عام، يشمل التفاعل الكيميائي الرئيسي في الضيائية الحيوية بعض الجزيئات التي ينبعث منها الضوء بالإضافة إلى الإنزيم، يُطلق عليه عمومًا اسم «لوسيفيرين» و «لوسيفيراز»، على التوالي. نظرًا لأن هذه الأسماء عامة، فغالبًا ما تُميّز اللوسيفيرينات واللوسيفيرازات عن طريق تضمين الأنواع أو المجموعة، بمعنى آخر لوسيفرين اليراعة. في جميع الحالات المميزة، يحفز الإنزيم أكسدة اللوسيفيرين.
في بعض الأنواع، يحتاج اللوسيفيراز إلى عوامل مرافقة أخرى، مثل أيونات الكالسيوم أو المغنيزيوم، وأحيانًا يتطلب أيضًا جزيء أدينوسين ثلاثي الفوسفات الذي يختزن الطاقة.
في التطور، يختلف اللوسيفيرين قليلاً: على وجه الخصوص، «السويلينتيرايزين»، موجود في أحد عشر حيوانًا مختلف (الشعبة)، على الرغم من أن بعض هذه الحيوانات تحصل عليه من خلال نظامها الغذائي. على العكس من ذلك، تختلف اللوسيفريزات على نطاق واسع بين أنواع مختلفة، وبالتالي نشأت الضيائية الحيوية على مدى أربعين مرة في التاريخ التطوري. ذكر كل من أرسطو وبليني إلدر أن الخشب الرطب يعطي في بعض الأحيان توهجاً، وبعد عدة قرون، أوضح روبرت بويل أن الأكسجين مَعني في العملية، سواء في الخشب أو في الديدان المتوهجة. لم يُحقَّق في الضيائية الحيوية بشكل صحيح حتى أواخر القرن التاسع عشر.
تتوزع هذه الظاهرة على نطاق واسع بين المجموعات الحيوانية، وخاصة في البيئات البحرية إذ تتسبب السوطيات الدوارة في التفسفر (الوميض الفوسفوري) في طبقات المياه السطحية. يحدث على الأرض في الفطريات والبكتيريا وبعض مجموعات اللافقاريات، بما في ذلك الحشرات. تشمل استخدامات الضيائية الحيوية من قبل الحيوانات الإضاءة العكسية (التمويه)، ومحاكاة الحيوانات الأخرى، على سبيل المثال لجذب الفرائس والإشارة إلى أفراد آخرين من نفس النوع، مثل جذب الزملاء. في المختبر، تُستخدم الأنظمة المستندة إلى اللوسيفيراز في الهندسة الوراثية والبحوث الطبية الحيوية. يتحقق باحثون آخرون في إمكانية استخدام أنظمة الإضاءة الحيوية لإنارة الشوارع وللديكور، وأُنشئ مصنع للضيائية الحيوية.

## التاريخ
قبل تطوير مصباح الأمان لاستخدامه في مناجم الفحم، استُخدمت جلود الأسماك المجففة في بريطانيا وأوروبا كمصدر للضوء الضعيف. هذا الشكل التجريبي من الإضاءة تُجنب ضرورة استخدام الشموع التي من الممكن أن تتسبب في إحداث انفجارات كبيرة. هناك مصدر آمن آخر للإضاءة في المناجم وهو الزجاجات التي تحتوي على اليراعات. في عام 1920، نشر عالم الحيوان الأمريكي إي نيوتن هارفي دراسة بعنوان «طبيعة الضوء الحيواني»، يلخص العمل المبكر في الضيائية الحيوية. لاحظ هارفي أن أرسطو ذكر الضوء الناتج عن الأسماك الميتة واللحم، وأن أرسطو وبلينيوس الأكبر (في موسوعته التاريخ الطبيعي) ذكروا صدور الضوء من الخشب الرطب. يُسجل أن روبرت بويل قام بتجربة هذه المصادر الضوئية، وأظهر أن كلاهما بالإضافة إلى الدودة المتوهجة تتطلبان الهواء لإنتاج الضوء. لاحظ هارفي أنه في عام 1753، حدد جي.بيكر سوطيات نوكتيلوكا «كحيوان مضيئ» «مرئي للعين المجردة»، وفي عام 1854 حدد يوهان فلوريان هيلر (1813-1871) شرائط (خيوط) من الفطريات على أنها مصدر للضوء في الخشب الميت.

توكي، بعد وفاته عام 1818، في (قصة عن البعثة إلى زائير)، وصف اصطياد الحيوانات المسؤولة عن الإشعاع الضوئي. وذكر البيلوسيدات والقشريات (التي ينسب إليها البياض اللبني للماء) والسرطانات (الروبيان وسرطان البحر). تحت المجهر، وصف «الخاصية المضيئة» الموجودة في المخ، وهي تشبه «جمشت رائع بحجم رأس الدبوس الكبير». لاحظ تشارلز داروين الضيائية الحيوية في البحر، واصفاً ذلك في مجلته:
«أثناء الإبحار في خطوط العرض في إحدى الليالي حالكة الظلمة، قدم البحر مشهداً رائعاً وجميلاً. كان هناك نسيم منعش، وكان كل جزء من السطح، يُنظر إليه خلال النهار على أنه رغوة، توهج بضوء شاحب. أبحر المركب قبل أن يقوس موجتين من الفوسفور السائل، وفي أعقابها تبعها قطار حليبي. وبقدر ما وصلت العين، كانت ذروة كل موجة مشرقة، وكانت السماء فوق الأفق، من خلال الوهج المنعكس من هذا اللهب الغاضب، لم يكن غامضاً تماماً، مثل بقية السماوات.»
لاحظ داروين أيضاً «سمكة جيلي المضيئة من نوع ديوناي»، وأشار إلى أنه «عند لمعان الأمواج بالبريق الأخضر اللامع، أعتقد أن هذا يعود عموماً إلى قشريات دقيقة. لكن لا يمكن الشك أن العديد من الحيوانات البحرية، عندما تكون على قيد الحياة، تتألق عن طريق امتصاص الإشعاع». خمن أن «الحالة الكهربائية المضطربة للغلاف الجوي» ربما كانت هي المسؤولة عن ذلك. يعلق دانيال باولي على أن داروين «كان محظوظاً بمعظم تخميناته، لكن ليس هنا»، مشيراً إلى أن الكيمياء الحيوية كانت غير معروفة كثيراً، وأن التطور المعقد للحيوانات البحرية المعنية «كان من الممكن أن يكون أكثر راحة». جذبت ظاهرة الضيائية الحيوية انتباه بحرية الولايات المتحدة في الحرب الباردة، لأن الغواصات في بعض المياه يمكن أن تخلق أثر ساطع في المياه بما فيه الكفاية ليجري اكتشافها؛ غرقت غواصة ألمانية في الحرب العالمية الأولى، بعد أن اكتُشفت بهذه الطريقة. كانت البحرية مهتمة بالتنبؤ بموعد أن يصبح هذا الكشف ممكناً، وبالتالي توجيه الغواصات الخاصة به لتجنب اكتشافها.
من بين قصص الملاحة عن طريق الضيائية الحيوية، روى «جيم لوفل رائد الفضاء لمركبة أبولو 13» كيف وجد طيار القوات البحرية طريقه إلى حاملة طائراته يو إس إس شانجريلا عندما فشلت أنظمة الملاحة الخاصة به. عند إطفاء الأنوار المقصورة الخاصة به، رأى أعقاب السفينة المتوهجة، وكان قادرًا على الطيران إليها والهبوط بسلام. قام الصيدلاني الفرنسي رافاييل دوبوا بأعمال تتعلق بالضيائة الحيوية في أواخر القرن التاسع عشر. وقد درس الدودة السلكية (حشرة) والرخويات البحرية ذوات الصدفتين. وقد دحض الفكرة القديمة التي تقول أن الضيائية الحيوية جاءت من الفسفور، وأظهر أن العملية كانت مرتبطة بأكسدة مركب معين، أطلق عليه اسم «لوسيفيرين»، بواسطة إنزيم. وقد أرسل لهارفي السيفون من الرخويات المحفوظة في السكر. أصبح هارفي مهتمًا بالضيائية الحيوية نتيجة لزيارة جنوب المحيط الهادئ واليابان ومراقبة الكائنات الفسفورية هناك. درس هذه الظاهرة لسنوات عديدة. يهدف بحثه إلى إثبات أن لوسيفيرين، والإنزيمات التي تعمل عليه لإنتاج الضوء، كانت قابلة للتبادل بين الأنواع، مما يدل على أن جميع الكائنات الحية ذات الضيائية الحيوية كان لها سلف مشترك.
ومع ذلك، وجد أن هذه الفرضية خاطئة، إذ توجد اختلافات كبيرة بين الكائنات الحية في تكوين البروتينات المنتجة للضوء. لقد أمضى السنوات الثلاثين المقبلة في تنقية العناصر ودراستها، ولكن الأمر كان على يد الكيميائي الياباني الشاب أوسامو شيمومورا ليكون أول من يحصل على لوسيفرين البلوري. وفي الآونة الأخيرة، فاز مارتن شالفي وأوسامو شيمورا وروجر ي. تسيين بجائزة نوبل لعام 2008 في الكيمياء لاكتشاف وتطوير البروتين الأخضر كأداة أبحاث بيولوجية. كتب هارفي رواية تاريخية مفصلة عن جميع أشكال الضيائية الحيوية في عام 1957. نُشر مؤخرًا كتاب محدث عن الضيائية الحيوية يغطي أيضًا القرن العشرين وأوائل القرن الحادي والعشرين. في عام 2016، التُقط المرجان المتوهج في أعماق البحر للمرة الأولى في فيديو ملون عالي الوضوح.